# Akela (scouting)
Een akela is een leid(st)er bij de welpen, een zogenaamde speltak (leeftijdsgroep) van de scouting in Nederland en Vlaanderen. Een akela staat aan het hoofd van de jongensafdeling (jongens en meisjes kan ook) van 7 t/m 11 jaar en is daarmee het equivalent van de hopman, de vroegere benaming voor de scoutingleider van een jongensafdeling van 11 t/m 14 jaar.

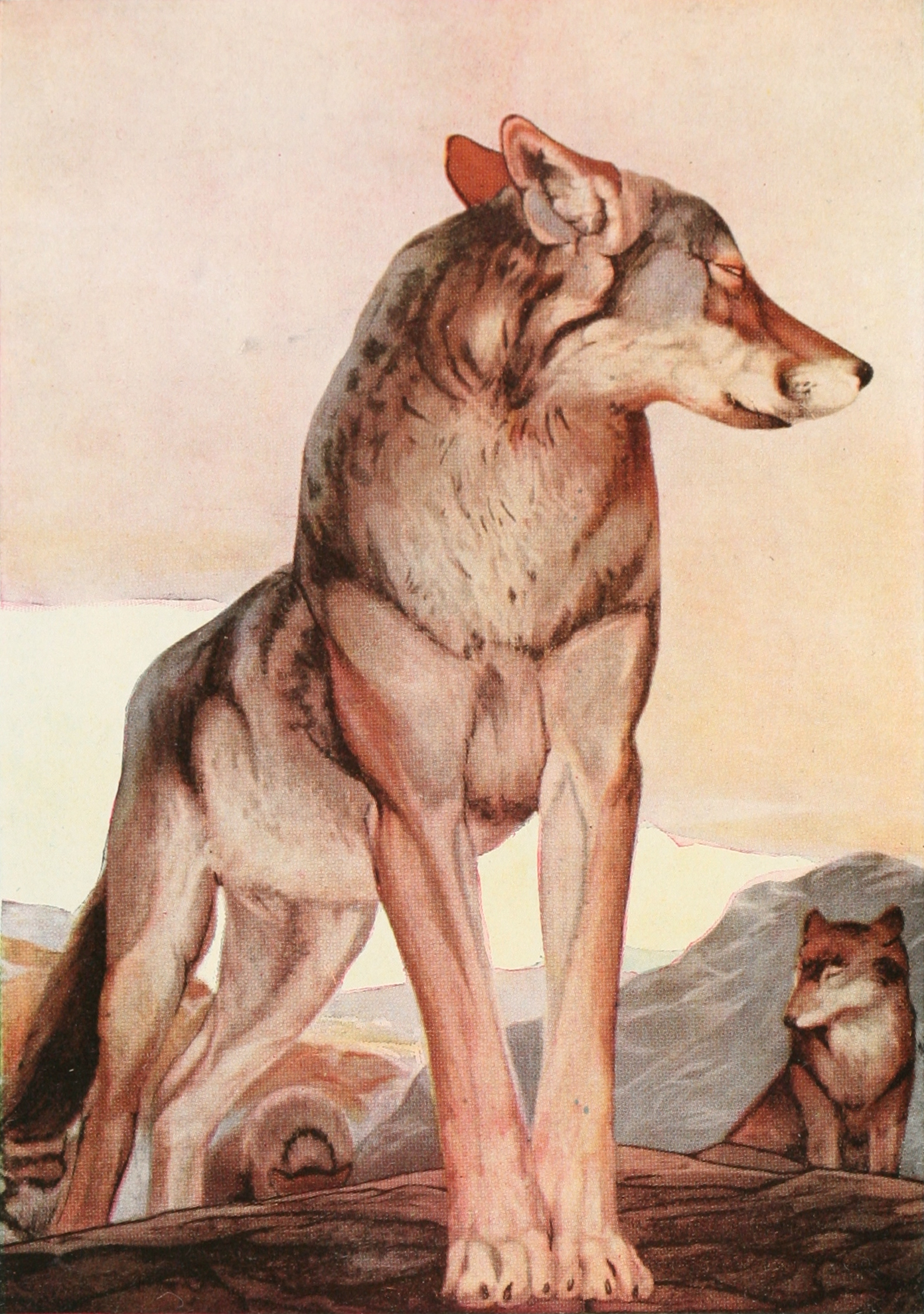
Akela, afgebeeld door John Lockwood Kipling in The Two Jungle Books van Rudyard Kipling uit 1895

In Vlaanderen, en ook in Nederland, werd/wordt de term akela vaak voor de leidster van de welpen gebruikt. Dit gebruik is door de jaren heen ontstaan doordat er vroeger bij de welpen alleen vrouwen aan de leiding stonden. Na verloop van tijd kwamen er ook mannen bij, maar de akela bleef steeds een vrouw.
Heden ten dage kan een akela zowel een leider als leidster zijn.
Akela is de primus inter pares van de leiding.
Het woord akela is ontleend aan een personage uit Het jungleboek van Rudyard Kipling dat bij de welpen het centrale thema vormt. In dit boek is Akela de naam van een wolf die een groep wolven aanvoert die het mensenkind Mowgli adopteren.